# 天利長三
天利長三（あまり ちょうぞう、1910年（明治43年）10月9日 - 2000年（平成12年）7月10日）は、日本の経済学者。専門は金融論。

## 略歴
滋賀県長浜市出身。1936年東京商科大学卒、1961年「貨幣経済と実物経済」で一橋大学より経済学博士の学位を取得。彦根高等商業学校教授、東京商科大学経済研究所参事、小樽商科大学教授、東京女子大学教授、東京都立大学教授、青山学院大学経済学部教授を務め、1980年定年、名誉教授となり、東海大学教授を務めた。

## 著書

### 単著
- 『金融理論の基本問題』全国地方銀行協会〈銀行叢書 第56巻〉、1956年12月。
- 『金融経済論 金融理論の基本問題』青林書院、1960年5月。
- 『貨幣経済と実物経済』有紀書房、1960年6月。
- 『100万人の金融論 現代の金融とはなにか』勁草書房、1973年2月。
- 『世界金融 その長き道程』日本評論社、1991年1月。ISBN 9784535579279。
- 『為替のはなし』勁草書房、2001年7月。ISBN 9784326550401。

### 共著
- 『日本の金融構造 金融構造研究会報告書』全国地方銀行協会〈銀行叢書 第129巻〉、1965年1月。

### 共編
- 天利長三・矢島保男・加藤譲編 編『金融論』学文社〈図説経済学体系 4〉、1971年5月。
- 天利長三・森静朗編 編『日本の金融社会 研究序説』東洋経済新報社、1982年6月。
- 天利長三・森静朗編 編『金融経済のゆくえ 日本の金融社会』日本経済評論社、1984年5月。

## 論文
- <天利長三

### 博士論文
- 「貨幣経済と実物経済」、一橋大学、1961年11月25日、NAID 500000323069。